# Jean-Marie Leclair
Jean-Marie Leclair (někdy pro odlišení od bratra stejného jména zvaný Starší, 10. května 1697, Lyon, Francie – 22. října 1764, Paříž) byl francouzský barokní hudební skladatel a houslový virtuos. Je považován za zakladatele francouzské houslové školy.

## Biografie
Narodil se v Lyonu, hudbu (hru na housle) a tanec studoval v Turíně; jeho učitelem byl Giovanni Battista Somis, žák Arcangela Corelliho. V roce 1716 se oženil s tanečnicí Marií-Rose Casthanie; ovdověl v roce 1728. V roce 1723 se Leclair vrátil do Francie, do Paříže, kde dosáhl značných úspěchů jako houslista i skladatel – vystupoval zde v rámci veřejných koncertů Concert Spirituel a věnoval se komponování, hlavně sonáty pro flétnu a basso continuo. V roce 1730 se znovu oženil s Louise Roussel, která připravovala většinu jeho děl do tisku; v roce 1758 se však manželství rozpadlo. V roce 1733 ho Ludvík XV. jmenoval ordinaire de la musique, kterým zůstal do roku 1737, kdy ho různé neshody a rozpory přiměly opustit dvůr.
V roce 1736 při cestě do Holandska navázal kontakt s Pietrem Locatellim, rovněž žákem Corelliho. V Holandsku žil v letech 1738-1743 a byl čas od času zaměstnáván oranžskou princeznou Annou Hannoverskou, zdatnou hráčkou na klávesové nástroje, již svého času vyučoval George Fridrich Händel; Leclair pracoval na jejím dvoře v Haagu jako kapelník jejího soukromého orchestru. V roce 1744 v Madridu vstoupil do služeb infanta Filipa Parmského, velkého obdivovatele francouzské hudby, jemuž věnoval svou 2. knihu koncertů. V roce 1743 se vrátil do Paříže, kde vznikla jeho jediná opera Scylla et Glaucus, provedená poprvé v roce 1746.
Jeho bratři Jean-Marie Leclair mladší (1703–1777), Pierre Leclair (1709–84) i Jean-Benoît (1714-po 1759) byli rovněž hudebníky.

## Smrt
V roce 1758, po rozpadu svého druhého manželství, si Leclair koupil malý domek v nebezpečné pařížské čtvrti. Zde byl 22. října 1764 nalezen zavražděn třemi ranami nožem. Vražda nebyla s jistotou objasněna, neví se, co bylo motivem vraždy, nebyl nalezen ani vrah. Policie měla tři podezřelé – zahradníka, jenž našel mrtvolu, Leclairovu druhou ženu (jež měla toužit po jeho penězích) a jeho synovce Guillaume-François Viala (rovněž houslistu, jenž vinil Leclaira z toho, že mu bránil v kariéře); pravda však nebyla nikdy odhalena.

## Odkaz
Leclair dokončil syntézu barokního stylu francouzského a italského. Je považován za zakladatele francouzské houslové školy.
Jeho skladby se pravidelně hrají i nahrávají. Nejznámější z jeho díla jsou čtyři knihy o 12 sonátách pro housle, 6 sonát pro trio a 12 koncertů pro housle, dále opera Scylla et Glaucus (1746, Tragédie lyrique).
Z jeho díla se dochovala opera a řada instrumentálních skladeb především pro housle.

## Dílo
- Opus 1: Premier livre de sonates (1723)
- Opus 2: Deuxième livre de sonates (1728)
- Opus 3: Sonates à deux violons sans basse (1730)
- Opus 4: 6 Sonates en trio pour deux violons et B.c. (1731–1732)
- Opus 5: Troisième Livre de Sonates (1734)
- Opus 6: Première Récréation de musique d’une exécution facile composée pour deux flûtes ou deux violons (1736)
- Opus 7: 6 concertos a tre violini, alto e basso, per organo e violoncello (1737)
- Opus 8: Deuxième Récréation de musique d’une exécution facile composée pour deux flûtes ou deux violons (1737)
- Opus 9: Quatrième Livre de Sonates (1743)
- Opus 10: 6 concertos a tre violini, alto e basso, per organo e violoncello (1745)
- Opus 10: Opera Scylla et Glaucus
- Opus 12: Second livre de sonates à deux violons sans basse (1747-1749)
- Opus 13: 3 ouvertures et 3 sonates en trio pour 2 violons (1753)
- Opus 14 (vydáno posmrtně): Trio pro dvoje housle a generálbas (1766)
- Opus 15 (vydáno posmrtně): Sonáta pro housle a basso continuo (1767)

## Online partitury
- Volně přístupné partitury děl od Jean-Marie Leclair v projektu IMSLP